# Surat
Surate o Surat (en guyaratí: સુરત, en hindi: सुरतै) es una ciudad portuaria en el estado de Guyarat, al oeste de la India. Surat y su área metropolitana tiene una población aproximada de 4 505 000 habitantes conforme a estimaciones de 2005, siendo así la segunda más poblada del estado, tras Ahmedabad. Está ubicada sobre una ría en la parte exterior del golfo de Khambhat.
La palabra Surat significa literalmente cara en gujarati e hindi. Situada a orillas del río Tapti, cerca de su confluencia con el mar Arábigo, fue un gran puerto marítimo. Actualmente es el centro comercial y económico del sur de Guyarat y una de las mayores zonas urbanas del oeste de la India. Cuenta con una industria textil y de diamantes bien establecida, y es un importante centro de suministro de ropa y accesorios. Cerca del 90% del suministro mundial de diamantes se corta y pule en la ciudad. Es la segunda ciudad más grande de Guyarat después de Ahmedabad y la octava ciudad más grande por población y la novena aglomeración urbana más grande de la India. Es la capital administrativa del distrito de Surat. La ciudad está situada 284 kilómetros (176,5 mi) al sur de la capital del estado, Gandhinagar; 265 kilómetros (164,7 mi) al sur de Ahmedabad; y 289 kilómetros (179,6 mi) al norte de Bombay. El centro de la ciudad está situado a orillas del río Tapti, cerca del mar Arábigo.
Surat será la ciudad de más rápido crecimiento del mundo entre 2019 y 2035, según un estudio realizado por Economic Times. La ciudad registró una tasa de crecimiento anualizado del PIB del 11,5% durante los siete ejercicios fiscales entre 2001 y 2008. Surat fue galardonada como "mejor ciudad" por la Encuesta Anual de Ciudades de la India (ASICS) en 2013. Surat ha sido seleccionada como la primera ciudad inteligente de TI de la India, que está siendo constituida por la iniciativa Microsoft CityNext, en colaboración con las grandes empresas de servicios de TI Tata Consultancy Services y Wipro. La ciudad cuenta con 2,97 millones de usuarios de Internet, alrededor del 65% de la población total. Surat fue seleccionada en 2015 para una beca IBM Smarter Cities Challenge. Surat ha sido seleccionada como una de las veinte ciudades indias que se desarrollarán como ciudad inteligente bajo la PM Narendra Modi buque insignia de Smart Cities Mission.
Surat figura como la segunda ciudad más limpia de la India a partir del 21 de agosto de 2020 según el Swachh Survekshan 2020 del 20 de agosto. Sufrió un importante incendio en un oleoducto que causó algunos daños.
Surat, famosa por el tallado y pulido de diamantes, es conocida como la Ciudad del Diamante de la India. La ciudad cuenta con varias plantas de ingeniería como Essar, Larsen y Toubro y RIL. Surat ganó el premio Netexplo Smart Cities 2019 con la UNESCO en la categoría de resiliencia. El alcalde de Surat recibirá el premio en la Casa de la UNESCO en París (Francia) en marzo del próximo año.

## Historia
La presencia de asentamientos en Surat se remonta al 3.000 a. C.  La mitología india indica que Krishna paró con sus vacas en su viaje de Mathurā a Dwarka y dejando en un lugar llamado "Gai Pagli" rastro del paso de las vacas, imágenes que son veneradas por los devotos; Gai Pagli significa huellas de vacas.  Sin embargo, Surat no se desarrollaría sino hasta los últimos años del siglo XV.  En esos años, Rander era un importante centro comercial donde se habían asentado árabes desde el siglo XI y que comerciaba especias, seda, almizcle y porcelana con Malaca, China y Sumatra.  Sin embargo, Rander se vio afectada por incursiones portuguesas en el siglo XVI que la llevaron al declive provocando que Surat adquiriera importancia.  Hacia 1514, el viajero portugués Duarte Barbosa había descrito a Surat como un puerto importante, frecuentado por muchos barcos que provenían de Malabar y otras partes del mundo.  Todavía hoy existe una fortaleza en ruinas en el margen del río construida hacia 1540. Los británicos tomaron el control de la ciudad en 1759, y asumieron todos los poderes de gobierno en 1800.
Como resto más destacado de la presencia colonial europea, destacan los antiguos Cementerios inglés y holandés; los ingleses se establecieron para comerciar en la zona en 1608, y los neerlandeses en 1617. También los armenios dejaron un gran camposanto.
En 1992, hubo enfrentamientos violentos entre hindúes y musulmanes y en 1994 hubo una epidemia de peste.

## Geografía
La ciudad se sitúa en el margen izquierdo del río Tapi, a 22 km de su desembocadura. Si bien es una ciudad con puerto, este ha sido dañado por el río, por lo que se usa como tal el puerto de Hazira en el área metropolitana de Surat. Surate se localiza a latitud 21°10′12″ N y longitud 72°49′48″ E, a una altitud de 13 m s. n. m.

### Clima
El clima es tropical y las lluvias monzónicas abundantes, presentando una precipitación pluvial promedio de 2500 mm al año.
- Temperatura invernal: máx. 31 °C, mín. 12 °C
- Temperatura veraniega: max. 42 °C, min. 24 °C
- Lluvias (mediados de junio a med. de septiembre): 931,9 mm
- Temperatura mínima absoluta: 7 °C
- Temperatura máxima absoluta: 45 °C

Los barrios de Surat son: Bharuch, Narmada (norte), Navsari y Dang (sur). Al oeste está el golfo de Cambay. Clima tropical y monzón abundante (cerca de 2500 mm/año).
| Parámetros climáticos promedio de Surat, Guyarat (1981-2010, extremes 1877-2012) | Parámetros climáticos promedio de Surat, Guyarat (1981-2010, extremes 1877-2012) | Parámetros climáticos promedio de Surat, Guyarat (1981-2010, extremes 1877-2012) | Parámetros climáticos promedio de Surat, Guyarat (1981-2010, extremes 1877-2012) | Parámetros climáticos promedio de Surat, Guyarat (1981-2010, extremes 1877-2012) | Parámetros climáticos promedio de Surat, Guyarat (1981-2010, extremes 1877-2012) | Parámetros climáticos promedio de Surat, Guyarat (1981-2010, extremes 1877-2012) | Parámetros climáticos promedio de Surat, Guyarat (1981-2010, extremes 1877-2012) | Parámetros climáticos promedio de Surat, Guyarat (1981-2010, extremes 1877-2012) | Parámetros climáticos promedio de Surat, Guyarat (1981-2010, extremes 1877-2012) | Parámetros climáticos promedio de Surat, Guyarat (1981-2010, extremes 1877-2012) | Parámetros climáticos promedio de Surat, Guyarat (1981-2010, extremes 1877-2012) | Parámetros climáticos promedio de Surat, Guyarat (1981-2010, extremes 1877-2012) | Parámetros climáticos promedio de Surat, Guyarat (1981-2010, extremes 1877-2012) |
| Mes                                                                              | Ene.                                                                             | Feb.                                                                             | Mar.                                                                             | Abr.                                                                             | May.                                                                             | Jun.                                                                             | Jul.                                                                             | Ago.                                                                             | Sep.                                                                             | Oct.                                                                             | Nov.                                                                             | Dic.                                                                             | Anual                                                                            |
| -------------------------------------------------------------------------------- | -------------------------------------------------------------------------------- | -------------------------------------------------------------------------------- | -------------------------------------------------------------------------------- | -------------------------------------------------------------------------------- | -------------------------------------------------------------------------------- | -------------------------------------------------------------------------------- | -------------------------------------------------------------------------------- | -------------------------------------------------------------------------------- | -------------------------------------------------------------------------------- | -------------------------------------------------------------------------------- | -------------------------------------------------------------------------------- | -------------------------------------------------------------------------------- | -------------------------------------------------------------------------------- |
| Temp. máx. abs. (°C)                                                             | 38.3                                                                             | 41.7                                                                             | 44.0                                                                             | 45.6                                                                             | 45.6                                                                             | 45.6                                                                             | 38.9                                                                             | 37.2                                                                             | 41.1                                                                             | 41.4                                                                             | 39.4                                                                             | 38.9                                                                             | 45.6                                                                             |
| Temp. máx. media (°C)                                                            | 30.8                                                                             | 32.3                                                                             | 35.4                                                                             | 36.7                                                                             | 35.8                                                                             | 34.0                                                                             | 31.2                                                                             | 30.8                                                                             | 32.3                                                                             | 35.1                                                                             | 34.1                                                                             | 31.9                                                                             | 33.4                                                                             |
| Temp. mín. media (°C)                                                            | 15.2                                                                             | 16.7                                                                             | 20.7                                                                             | 24.0                                                                             | 26.8                                                                             | 27.0                                                                             | 25.9                                                                             | 25.5                                                                             | 25.4                                                                             | 23.3                                                                             | 19.6                                                                             | 16.5                                                                             | 22.2                                                                             |
| Temp. mín. abs. (°C)                                                             | 4.4                                                                              | 5.6                                                                              | 8.9                                                                              | 15.0                                                                             | 19.4                                                                             | 20.2                                                                             | 19.9                                                                             | 21.0                                                                             | 20.6                                                                             | 14.4                                                                             | 10.6                                                                             | 6.7                                                                              | 4.4                                                                              |
| Lluvias (mm)                                                                     | 1.9                                                                              | 0.3                                                                              | 0.7                                                                              | 0.5                                                                              | 2.4                                                                              | 255.9                                                                            | 466.3                                                                            | 281.7                                                                            | 186.7                                                                            | 40.7                                                                             | 5.1                                                                              | 1.1                                                                              | 1243.3                                                                           |
| Días de lluvias (≥ 1 mm)                                                         | 0.2                                                                              | 0.1                                                                              | 0.1                                                                              | 0.1                                                                              | 0.2                                                                              | 8.0                                                                              | 15.0                                                                             | 12.3                                                                             | 8.1                                                                              | 2.0                                                                              | 0.5                                                                              | 0.1                                                                              | 46.7                                                                             |
| Humedad relativa (%)                                                             | 41                                                                               | 34                                                                               | 33                                                                               | 42                                                                               | 58                                                                               | 70                                                                               | 80                                                                               | 79                                                                               | 70                                                                               | 52                                                                               | 44                                                                               | 43                                                                               | 53                                                                               |
| Fuente n.º 1:                                                                    |                                                                                  |                                                                                  |                                                                                  |                                                                                  |                                                                                  |                                                                                  |                                                                                  |                                                                                  |                                                                                  |                                                                                  |                                                                                  |                                                                                  |                                                                                  |
| Fuente n.º 2: Weather Atlas                                                      |                                                                                  |                                                                                  |                                                                                  |                                                                                  |                                                                                  |                                                                                  |                                                                                  |                                                                                  |                                                                                  |                                                                                  |                                                                                  |                                                                                  |                                                                                  |

## Demografía
Un residente de Surat se denomina surati. Según el censo de India de 2011, la población de Surat es de 4.467.797 habitantes. Surat tiene una tasa media de alfabetización del 89%, superior a la media nacional del 79,5%, la alfabetización masculina es del 93% y la femenina del 84%.
Los hombres constituyen el 53% de la población y las mujeres el 47%. En Surat, el 13% de la población es menor de 6 años.
| Año  | Población | Variación (±%) |
| ---- | --------- | -------------- |
| 1810 | 73,000    | —              |
| 1871 | 107,100   | +46.7%         |
| 1881 | 109,800   | +2.5%          |
| 1891 | 109,200   | −0.5%          |
| 1901 | 119,300   | +9.2%          |
| 1911 | 114,900   | −3.7%          |
| 1921 | 117,400   | +2.2%          |
| 1931 | 98,900    | −15.8%         |
| 1941 | 171,400   | +73.3%         |
| 1951 | 223,200   | +30.2%         |
| 1961 | 288,000   | +29.0%         |
| 1968 | 368,900   | +28.1%         |
| 1971 | 492,700   | +33.6%         |
| 1981 | 912,600   | +85.2%         |
| 1991 | 1,519,000 | +66.4%         |
| 2001 | 2,811,614 | +85.1%         |
| 2011 | 4,591,246 | +63.3%         |
| 2013 | 5,300,000 | +15.4%         |

Fuente:

### Religiones
| Religión          | %      |
| ----------------- | ------ |
| Hinduismo         | 85.31% |
| Islam             | 11.63% |
| Jainismo          | 2.31%  |
| Buddismo          | 0.28%  |
| Cristianismo      | 0.25%  |
| Otras/no indicado | 0.23%  |

Fuente:

## Sitios de interés

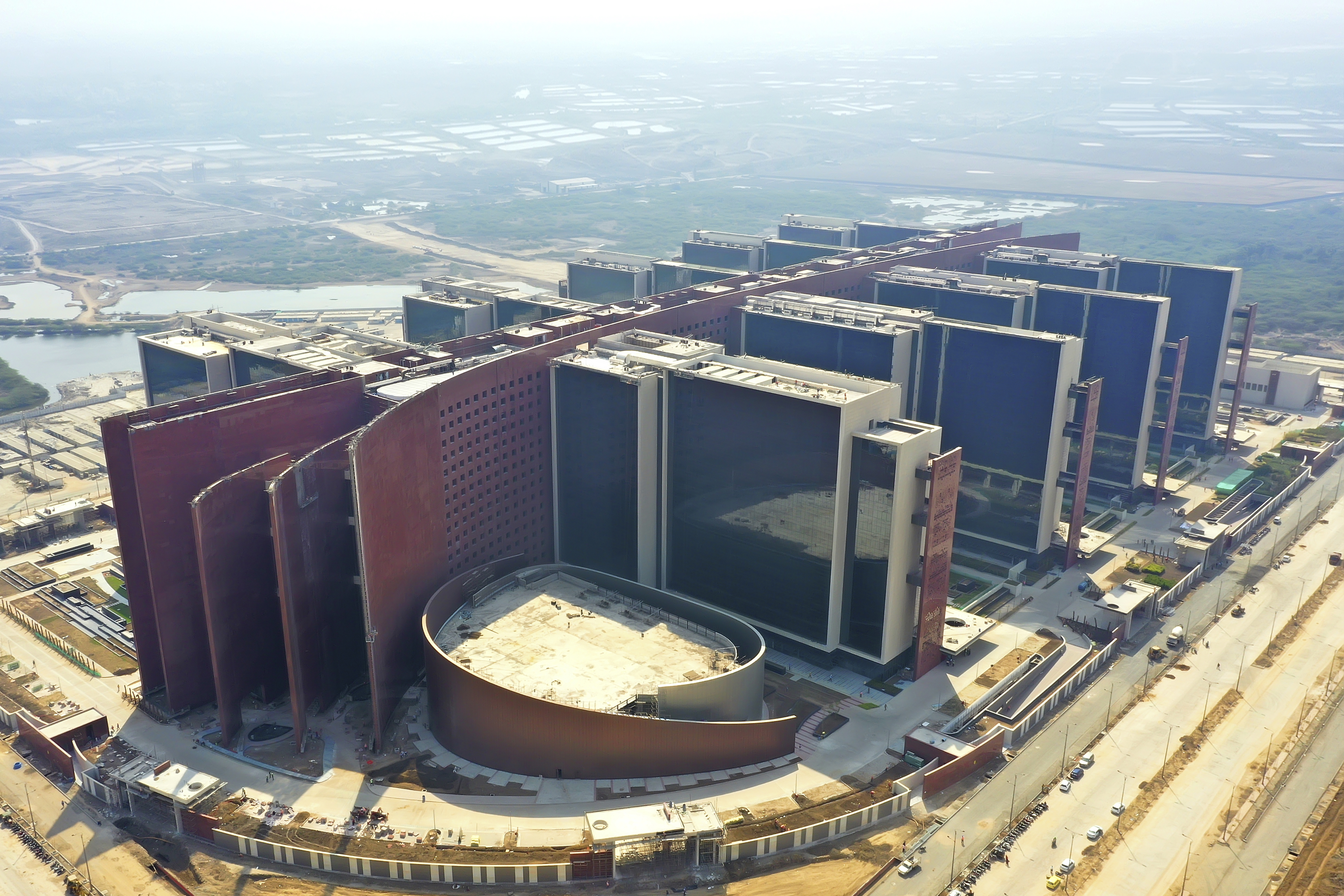
La Bolsa de diamantes de Surat es el edificio de oficinas más grande del mundo, por delante de El Pentágono.

- Surat Diamond Bourse : la Bolsa de diamantes de Surat es en 2023 el edificio de oficinas más grande del mundo, por delante de El Pentágono.
- Dutch Garden : antiguo Jardín Holandés, el Cementerio Holandés y Makaipul, el original y viejo puerto.
- Fuerte Viejo : fue construido por Muhammed Tughlak en el siglo XIV para fortificar la defensa contra los Bhils.
- Museo Sardar Patel : con más de 100 años, tiene una colección de más de 10 000 especímenes del arte y de los objetos.
- Rangupavan : teatro al aire libre, con escenario de 18 m x 10.5 m y capacidad de cerca de 4000 espectadores. Es uno de los más grandes teatros del país.
- Dumas & Hajira : Dumas está a 16 km de Surat, y Hajira a 28 km; con buenos resorts de salud, cerca del Mar Arábigo. Hajira tiene dos fuentes de agua rica en hierro y sulfuros. La pacífica playa de Hazira está franjeada de hermosss casurina.
- Parque nacional Vansada :- en el Distrito Valsad; casa de leopardos, tigres, panteras y boas. Se lo visita al máximo entre octubre y marzo.
- Playas : varias son las cercanas a Surat. A solo 16 km, Dumas es un resort popular con locales. Hajira es tá a 28 km, Ubhrat a 42 km, Tithal a 108 km; y a solo 5 km de Valsad en la línea férrea Mumbai a Vadodara. A 29 km al sur de Surat, Navsari es cabecera para la Comunidad Parsi, desde su instalación en India. Udvada, a solo 10 km al norte de Vapi, la estación de Daman, tiene elmás antiguo Fuego sagrado Parsi de la India. Se dice que el fuego fue portado desde Persia a Diu, en la costa enfrente al golfo de Cambay, en 700 a. C. Sanjan, en el extremo sur del Estado, es el puerto más pequeño donde los parsis primero se instalaron. Un pilar marca el punto.

## Seguridad pública
Surat inició el "Proyecto Ciudad Segura" en 2011 con el objetivo de mantener la seguridad de la ciudad mediante cámaras de vigilancia. El proyecto fue dirigido por Sanjay Srivastava (IPS), que entonces era el Comisario Conjunto de la Policía de Surat. El muro de vídeo de 26 m2, que se considera la mayor pantalla de vigilancia del país, se ha instalado en la sala de control del Comisario de Policía Rakesh Asthana (IPS). Esto ayudará a la policía a ver toda la ciudad en directo a través de 10 000 cámaras de CCTV en toda la ciudad. La policía de Surat ha decidido instalar 5000 cámaras de CCTV en puntos sensibles de la ciudad. Mientras que 1000 cámaras serán de visión nocturna, otras 4000 serán simples cámaras de CCTV. Esto se ha instalado con base en la APP con la ayuda de los empresarios de la ciudad, las personas sociales de la ciudad, la Corporación Municipal de Surat y la Policía de la Ciudad de Surat